# Гаёвничек, Францишек
Франци́шек Гаёвни́чек (пол. Franciszek Gajowniczek; 15 ноября 1901 — 13 марта 1995) — сержант польской армии, бывший узник Освенцима, которого в 1941 году спас ценой собственной жизни католический священник Максимилиан Кольбе.

## Заключение в Освенциме
В начале Второй мировой войны Францишек Гаёвничек попал в немецкий плен, был заключён в Освенцим за участие в Сопротивлении. Содержался в одном блоке с соотечественником, польским священником-францисканцем Максимилианом Кольбе. В июле 1941 года из блока, в котором они жили, исчез заключённый. Беглеца найти не удалось (позже выяснилось, что он утонул в выгребной яме). Тогда заместитель коменданта лагеря оберштурмфюрер СС Карл Фрич отобрал 10 человек, которых приговорили к голодной смерти в блоке № 11, известном из-за происходящих в нём пыток. Это наказание Фрич назначил с целью устрашения других заключённых и их попыток бежать.

## Спасение Гаёвничека Максимилианом Кольбе
Всех обитателей барака построили и оставили без ужина (вылили у них на глазах в канаву). Весь следующий день люди снова провели в строю под палящим солнцем. Вечером пришёл Фрицш и стал отбирать 10 смертников. В их числе был и Францишек Гаёвничек. Осознав, что сейчас его уведут на казнь, он заплакал и сказал: «Я больше не увижу жену и детей! Что же теперь с ними будет?» И тогда Кольбе вышел из строя и предложил Фрицшу свою жизнь в обмен на жизнь Гаёвничека. Он сказал: «Я стар и болен, а он молод, у него жена и дети».
В итоге Гаёвничек выжил. До 25 октября 1944 года он содержался в Освенциме, после чего был переведён в концлагерь Заксенхаузен, из которого и был освобождён вместе с другими заключёнными в мае 1945 года. Всего он провёл в немецком плену пять лет, пять месяцев и девять дней. Его жена Елена также выжила, но его старшие сыновья — Богдан и Януш — погибли 17 января 1945 года во время бомбардировки перед взятием Равы-Мазовецкой.

## Послевоенная жизнь
После войны Гаёвничек воссоединился с уцелевшими членами своей семьи и дожил до 93 лет. В 1977 году он овдовел и затем вновь женился (его вторую супругу звали Янина).
Впоследствии, вспоминая эпизод со священником, он сказал: "В этот момент мне было трудно осознать огромное впечатление, охватившее меня. Я, осуждённый, должен жить дальше, а кто-то охотно и добровольно предлагает свою жизнь за меня? Это сон или реальность?...".
Когда Папа Римский Павел VI в 1971 году беатифицировал Максимилиана Кольбе, бывший сержант был его почётным гостем. Год спустя, когда в Освенцим приехало 150 000 паломников, чтобы почтить память жертв нацизма, Гаёвничеку одному из первых было предоставлено слово, и он публично выразил благодарность Максимилиану Кольбе за то, что тот спас ему жизнь. Когда Максимилиана Кольбе причисляли к лику святых, он снова стал почётным гостем в Ватикане, и 10 октября 1982 года на его глазах, в торжественной обстановке под аплодисменты 200 000 верующих, Папа Иоанн Павел II официально причислил его спасителя к лику святых мучеников.
В 1994 году Гаёвничек побывал в США, в г. Хьюстон (штат Техас). В этом городе находится римско-католический приход имени св. Максимилиана Кольбе. Выступая перед местными католиками, он сказал: «Святой Максимилиан спас мою жизнь, и теперь, пока не иссякнет воздух в моих лёгких, я буду рассказывать людям о его героическом поступке. Это мой долг».
13 марта 1995 года Францишек Гаёвничек скончался в возрасте 93 лет.